# Lilienthal Andor
 Ez a cikk a sakkjátszmák algebrai lejegyzését alkalmazza.
Lilienthal Andor (Андрэ Арнольдович Лилиенталь) (Moszkva, 1911. május 5. – Budapest, 2010. május 8.) magyar sakkozó, nemzetközi nagymester, sakkolimpiákon egyéniben kétszeres aranyérmes, csapatban ezüstérmes, a Szovjetunió sakkbajnoka, világbajnokjelölt.
A sakk legidősebb nagymestere volt, aki a ChessGames.com sakkadatbázis életrajza szerint találkozott és játszott minden hivatalos sakkvilágbajnokkal, kivéve Wilhelm Steinitzet.

## Élete, pályája
Szülei magyar zsidók; édesanyja operaénekesnő, apja pedig elektroműszerész, amellett ismert autóversenyző volt. Moszkvai születése annak köszönhető, hogy édesanyja éppen ott lépett fel. Kétéves korában Budapestre hozták; az Oroszországba való visszatérést megakadályozta az első világháború kitörése. Szülei hamar elváltak, ezért nehéz gyerekkort élt át, amit tovább súlyosbított paralízise, emiatt jobb lábára egész életében bicegett.

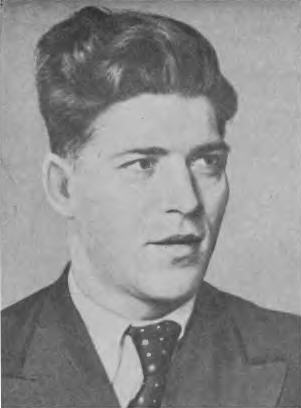
Kép 1936-ból

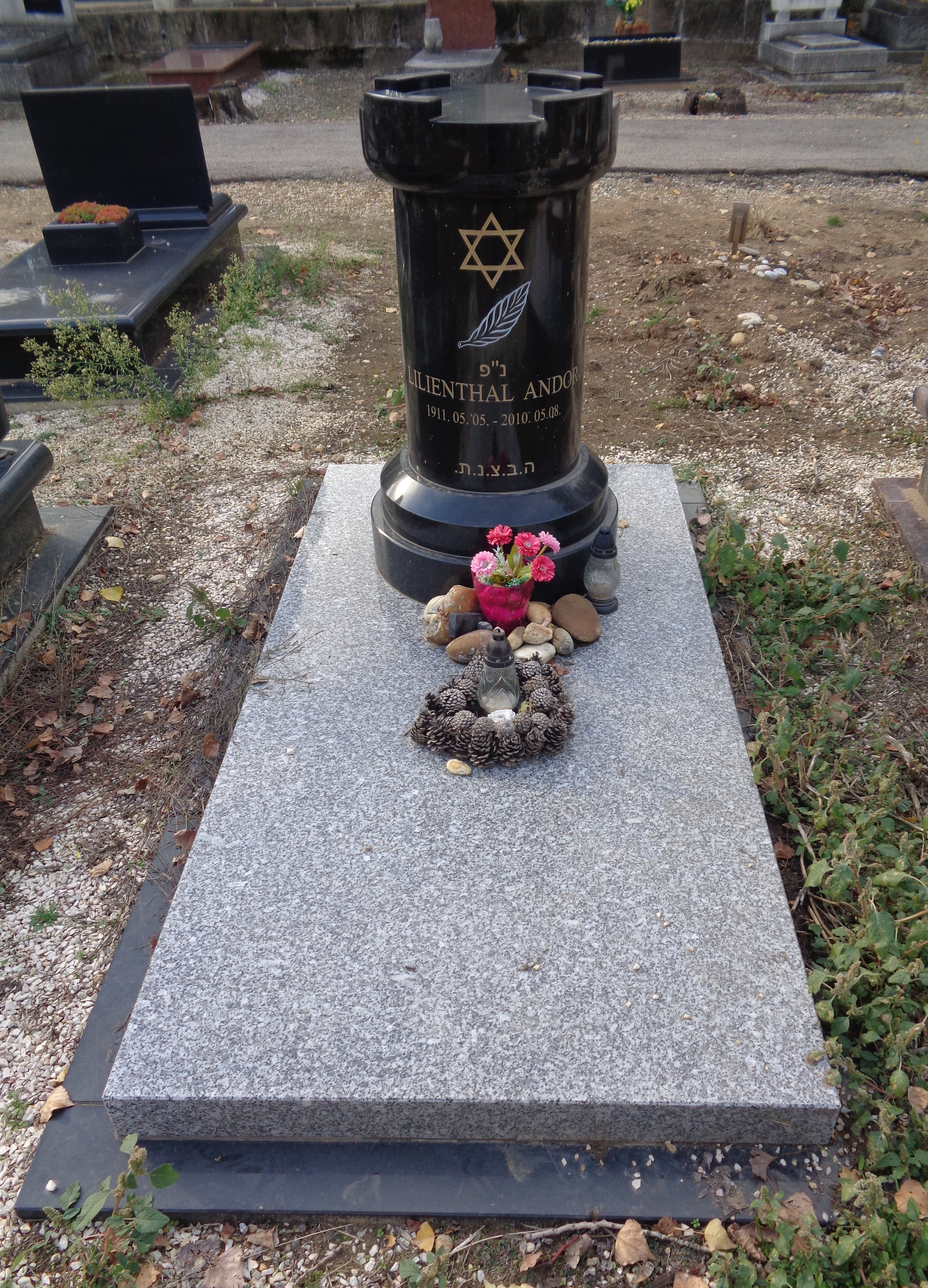
Sírja a Kozma utcai izraelita temetőben

Szabásznak tanult, inasévei alatt pár hónapot Bécsben és Berlinben, majd egy évet Budapesten töltött. Csak tizenöt éves korában, a szabómesterség inasévei alatt, a „munkássakkozás” keretében tanult meg sakkozni. Munkát nehezen talált, ezért fiatalon az európai kávéházakban való sakkozással kereste meg a kenyerét. Mivel e vonatkozásban külföldön nagyobb lehetőséget látott, ezért 1930 elején Párizsba utazott, ahol egy erős versenyen helytállt, ezzel megalapozta ismertségét.
Hazatérte közben 1930-ban két szlovákiai versenyen (Stubnyafürdő, Liptószentiván) vett részt; az egyiken első, a másikon holtversenyes 1. helyezést ért el. 1931-ben a nemzeti mesterversenyen (magyar bajnokság) a 3. helyen végzett; ezt az eredményét 1933-ban megismételte. 1933-ban első helyezést ért el Milánóban és Madridban. 1934-ben a nemzeti mesterversenyen (Maróczy jubileumi verseny) 2–3., és első helyen végez Újpesten és Sitgesben a nemzetközi mesterversenyeken, valamint Sevillában és Zandvoortban helyi versenyeken. 1934-ben második–harmadik volt – Aljechinnel holtversenyben – Hastingsben. Egy év múlva legyőzte Capablancát, és meghívták a II. moszkvai nemzetközi bajnokságra. 1935-ben Moszkva szakszervezeti bajnokságán 3., Leningrádban egy mesterversenyen 1. helyen végez. 1936-ban Moszkva szakszervezeti bajnokságán 1–2. helyezett.
Az 1930-as években Aljechinnel és Capablancával baráti viszonyba került. Capablancával udvarolni járt egy moszkvai lokálba. Ennek egyenes következményeként 1935-ben megnősült, és Moszkvában telepedett le. Vak- és szimultán bemutatókat tartott nagy kedvvel.
Az 1933-as sakkolimpián a magyar válogatott első tartalékaként, és az 1935-ös varsói sakkolimpián a csapat 2. táblásaként a mezőnyben tábláján a legjobb eredményt érte el, utóbbi alkalommal játszmaveszteség nélkül. 1937-ben a stockholmi sakkolimpián az első táblán elért hetven százalékos egyéni eredményével nagyban hozzájárult ahhoz, hogy a magyar válogatott ezüstérmes lett.
1938-ban megnyerte Fehéroroszország bajnokságát, és a 3. helyen végez (Vaszilij Szmiszlov későbbi világbajnok mögött) Moszkva bajnokságán. 1940-ben Lilienthal Moszkva bajnoka volt, ugyanabban az évben pedig a Szovjetunió bajnoka címet is megszerzi. A vert mezőnyben szerepelt Vaszilij Szmiszlov, Paul Keres, Iszaak Boleszlavszkij és Mihail Botvinnik is.
1950-ben szerepelt a világbajnokjelöltek között, amelyen a 8–10. helyen végzett.
1951–1970 között ő volt Tigran Petroszján edzője, amely időszak alatt Petroszján világbajnoki címet szerzett.
1976-ban végleg visszaköltözött Magyarországra, Budapestre.
Andor bácsi élete utolsó éveiben is aktívan foglalkozott a sakkal. 2010. áprilisáig játszmákat analizált és sakkozott a vendégeivel. A 99. születésnapját még baráti körben ünnepelte, majd május 8-án távozott az élők sorából. (forrás: a család)

## Eredményei
Legmagasabb hivatalos FIDE Élő-száma 2385, legutolsó Élő-száma 2385 volt. A FIDE számításai elé visszanyúló Chessmetrics kalkulációi szerint legmagasabb pontszáma 2710 volt, az 1934. decemberi világranglistán, amelyen az ötödik helyet foglalta el, Aljechin, Salo Flohr, Mihail Botvinnik és Capablanca után. Ugyanezen számítások szerint pályája csúcsán 1934 és 1937, illetve 1940 és 1942 közt volt, amikor többnyire a világranglista első tíz helyének egyikét foglalta el.

## Capablanca ellen
Egyike volt annak a kevés sakkozónak, akik játszottak Capablancával, és nem volt negatív ellene a mérlegük. A következő, 1935-ben Hastingsben vívott játszmában például legyőzte Capablancát:
1.d4 Hf6 2.c4 e6 3.Hc3 Fb4 4.a3 Fxc3+ 5.bxc3 b6 6.f3 d5 7.Fg5 h6 8.Fh4 Fa6 9.e4 Fxc4 10.Fxc4 dxc4 11.Va4+ Vd7 12.Vxc4 Vc6 13.Vd3 Hbd7 14.He2 Bd8 15.O-O a5 16.Vc2 Vc4 17.f4 Bc8 18.f5 e5 19.dxe5 Vxe4 20.exf6 Vxc2 21.fxg7 Bg8 22.Hd4 Ve4 23.Bae1 Hc5 24.Bxe4+ Hxe4 25.Fe1 Bxg7 26.Bxe4+ Kd7 1-0

## Díjai, kitüntetései
- Munka Érdemrend ezüst fokozata (1981)[13]
- A Magyar Érdemrend tisztikeresztje (1996)[14]